# Burg Zolchow
Als Burg Zolchow werden die Reste einer befestigten Niederungsburg aus dem späten Mittelalter am Großen Plessower See in der Nähe des Dorfes Kemnitz bezeichnet, welches zur Stadt Werder (Havel) gehört.

## Namensableitung
Der Name Zolchow (vor 1301 Zolgowe) abgeleitet von Zolkow stammt aus einer slawischen Sprache und bedeutet Ort des Solek bzw. Siedlung eines Mannes namens Sulech. Der Name Solek steht für Lokator. Unmittelbar an der Überquerung der A 10 über den Plessower See befinden sich Mauerreste eines verfallenen Gehöftes. Bis heute werden die von Wildwuchs teilweise verdeckten Ruinenreste zwischen der in den 1930er Jahren gebauten Autobahn und dem nahen Seeufer, von der einheimischen Bevölkerung Burg Zolchow genannt.

## Geschichte

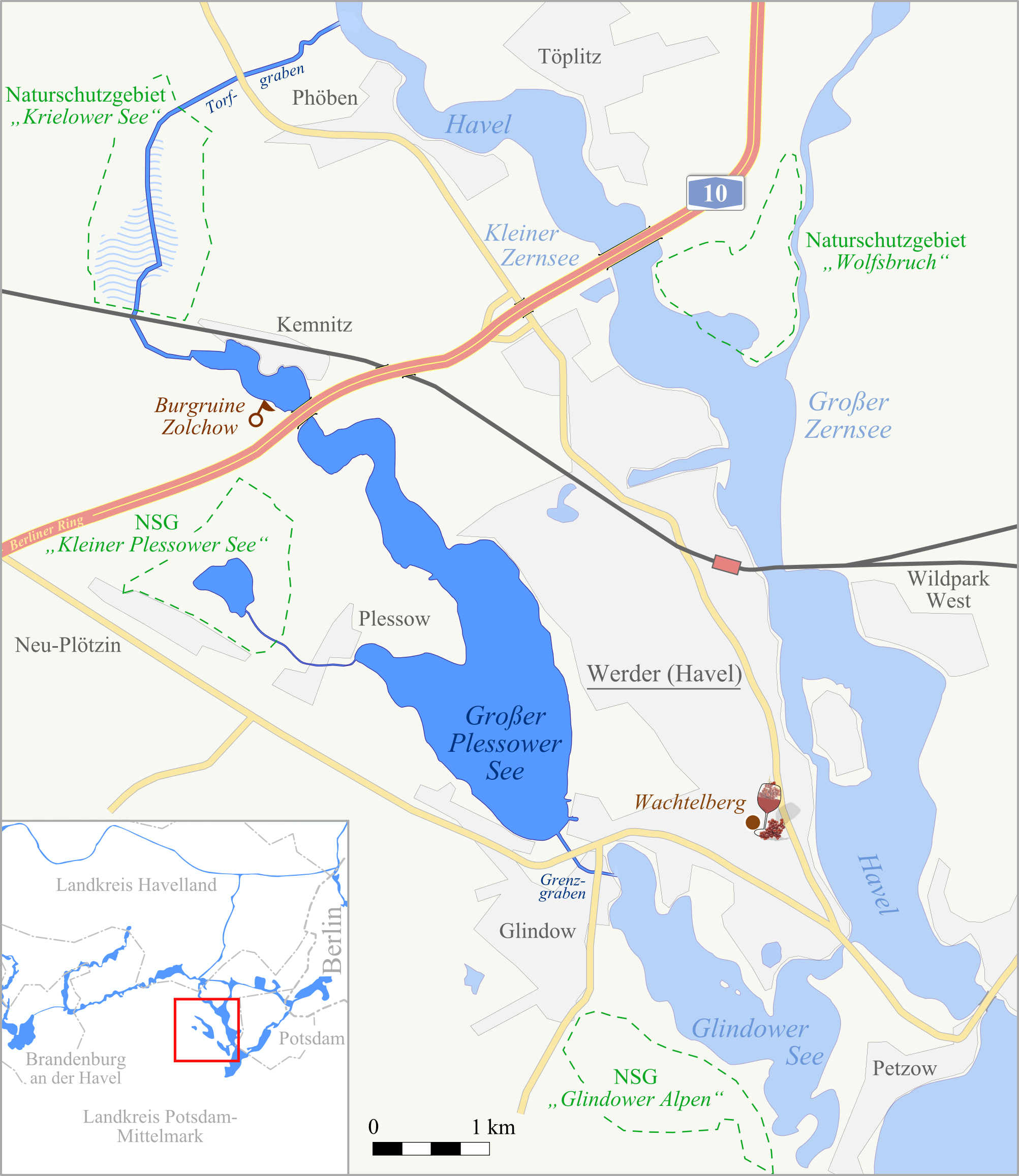
Lage der Burgruine am Großen Plessower See

An diesem wichtigen, weil schmalen Seeübergang gab es vor langer Zeit eine Siedlung der Heveller. Geschichtlich datiert ist jedoch erst der 10. November 1290. An diesem Tag übereignete Heinrich von Friesack (Henricus von Vriesick) einen acht Hufen (etwa 140 Hektar) großen Lehnhof Zolgowe am Seeufer den Brandenburger Domherren. Für sie war die Gegend ein sicherer Zufluchtsort während der immer wiederkehrenden kriegerischen Auseinandersetzungen in der noch jungen Mark Brandenburg. In den 200 Jahren ihrer Herrschaft auf Zolchow legten sie zur Befestigung einen zwölf Meter breiten, mit beiden Seiten im Plessower See endenden Graben mit Zugbrücke und einem fast unüberwindbaren Erdwall (lat. Vallum) an. Die heute noch gut sichtbaren Kellerreste der Burg aus roten Backsteinen und bearbeiteten Feldsteinen dürften aus dem 13. Jahrhundert stammen. Die Brandenburger Domherren machten im Jahre 1528 ein Geschäft mit dem Junker Jakob von Rochow auf Golzow. Sie tauschten die Burg gegen Erhebungen und Einkünfte der Orte Tremmen und Markee. Die befestigte Anlage veräußerte Wolf Dietrich I. v. Rochow-Golzow (1577–1653) im Jahre 1616 seinem Vetter Hans XIII. v. Rochow-Plessow (1550–1622) mit Zubehör für 13133 Thaler. Zolchow übernahm dann später dessen vierter Sohn Wolf Dietrich II. v. Rochow (erwähnt 1623, verstorben 1648). 1649 war dann dessen nächstälterer Bruder Oberst Hans IV. v. Rochow auf Plessow und seit 1648 auch auf Stülpe der Besitzer des Festen Hauses. Ihm folgten nacheinander Hans Ernst von Rochow (1633–1686), dann der Landrat Hans Wilhelm I. von Rochow (1672–1730). Die nächsten Rochows waren der Militär Hans Friedrich II. (1698–1787) sowie zwischendurch kurzfristig dessen Bruder Gottfried Christian (1707–1774). Nach der Rochowschen Familienchronik von 1861 wird in der Überlieferung Hans Friedrich II. eine Generalsstube in Haus Zolchow zugeschrieben.
Von 1616 an gehörte Zolchow bis 1945 immer zur Plessower Linie der Familie von Rochow. Plessow selbst, eigentlicher Namensgeber dieser vierten Familienlinie, rückte zeitweilig sogar ins zweite Glied. Hauptwohnsitz war das feste Haus Zolchow. Im 18. Jh. war Burg Zolchow Witwensitz. 1705 wurde hier auch der Erbauer des neuen Stülper Schlosses geboren, Adam Ernst II. v. Rochow (1705–1759). Dessen dritter Sohn aus zweiter Ehe mit Christina Luise von Thümen-Blankensee (1721–1745) wiederum, Friedrich Ludwig von Rochow (1745–1808), ließ in Plessow das neue Gutshaus Plessow neben dem alten Flügel des Vorgängerbaus errichten. Schon unter seinem Nachfolger scheint Zolchow dadurch keine große Rolle mehr gespielt zu haben und wird hinter dem Hauptgut an zweiter Stelle mit den anderen Besitzungen erwähnt. Fast alle Rochows waren eine Zeit lang aktive Offiziere oder hatten phasenweise ein Hofamt in Berlin oder Potsdam inne. Zolchow, nun Vorwerk, wurde verpachtet und das Augenmerk immer mehr in Richtung Forstwirtschaft im Bereich Ferch-Kammerode-Resau gerichtet. In einigen Ausgaben von Güteradressbüchern, so von 1879 und 1896 taucht Zolchow nicht mehr als Vorwerk auf. In den Auflagen von Niekammer’s Güteradressbüchern 1914 und 1929 dann noch einmal namentlich ohne konkrete Besitzgröße. Der vorletzte Eigentümer, Friedrich Ludwig, gen. Fritz v. Rochow-Plessow (1858–1914) lebte in Potsdam und war Ritterschaftsrat. Der letzte Gutsherr, Hans von Rochow-Stülpe a. d. H. Plessow (1898–1945) war jeweils im Sommer in Plessow, Hauptwohnsitz aber blieb Stülpe.
Auf den viel älteren Kellergewölben ließen sie ein mehrstöckiges Herrenhaus mit steilem Satteldach und turmähnlichen Erker errichten. Um das Gelände einer landwirtschaftlichen Nutzung zuführen zu können, wurde durch Pächter 1805 der Wall eingeebnet und der ehemalige Burggraben mit den Erdmassen zugeschüttet. Durch einen Brand wurde das Wirtschaftsgebäude 1892 stark beschädigt und auch die anderen Bauwerke verfielen zunehmend. Nachdem das Wohnhaus viele Jahre als Getreide- und Kartoffelspeicher diente, wurde es 1916 abgerissen. Die restlichen kleineren Gebäude wurden dem Verfall preisgegeben. Übrig geblieben sind die denkmalgeschützten Ruinen der Kellerräume, notdürftig von einem durchlöcherten Zaun und verrottenden Planen geschützt.

## Bilder

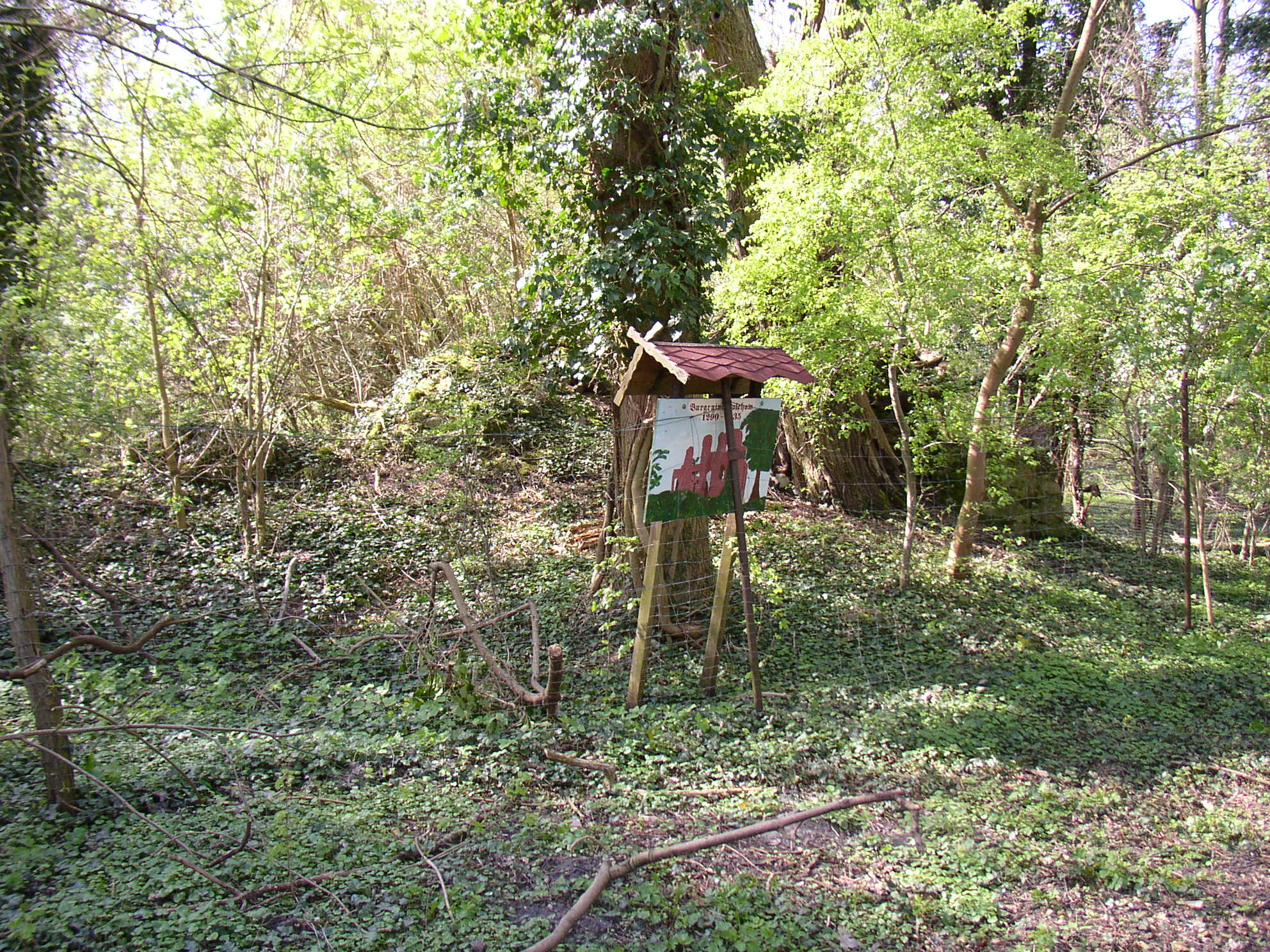
Zolchow vom Gestrüpp überwuchert
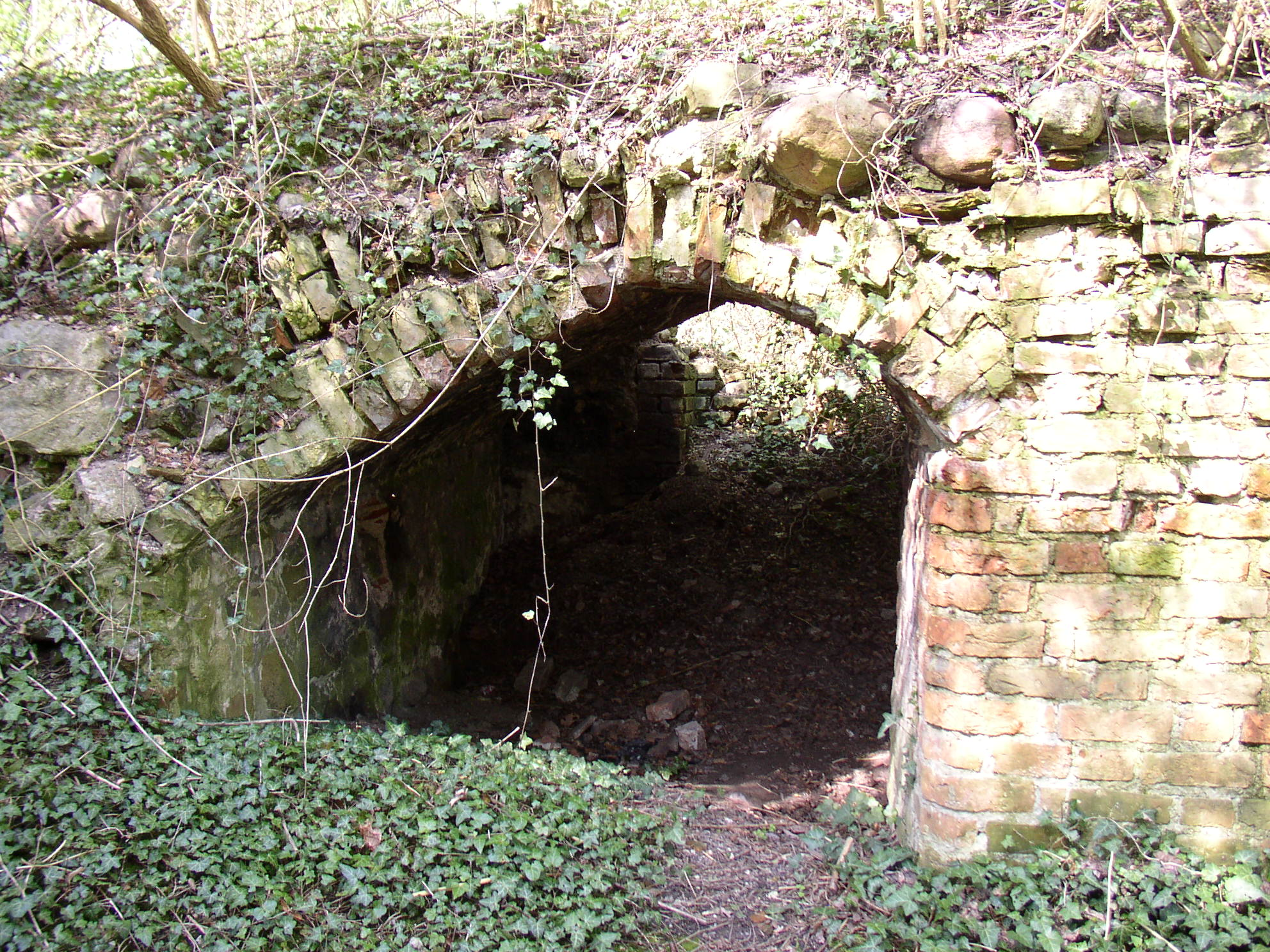
Kellergewölbe 1
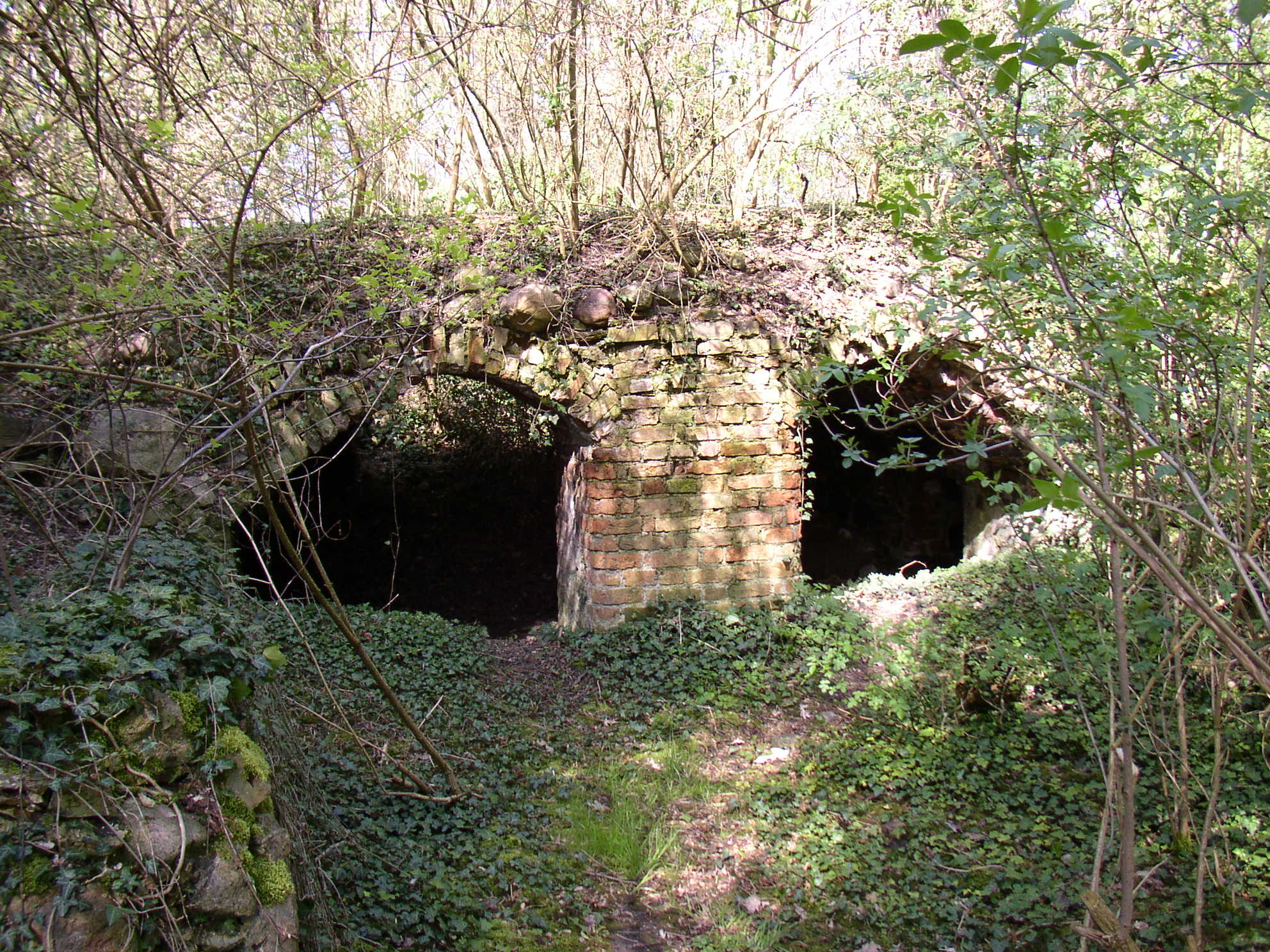
Kellergewölbe 2
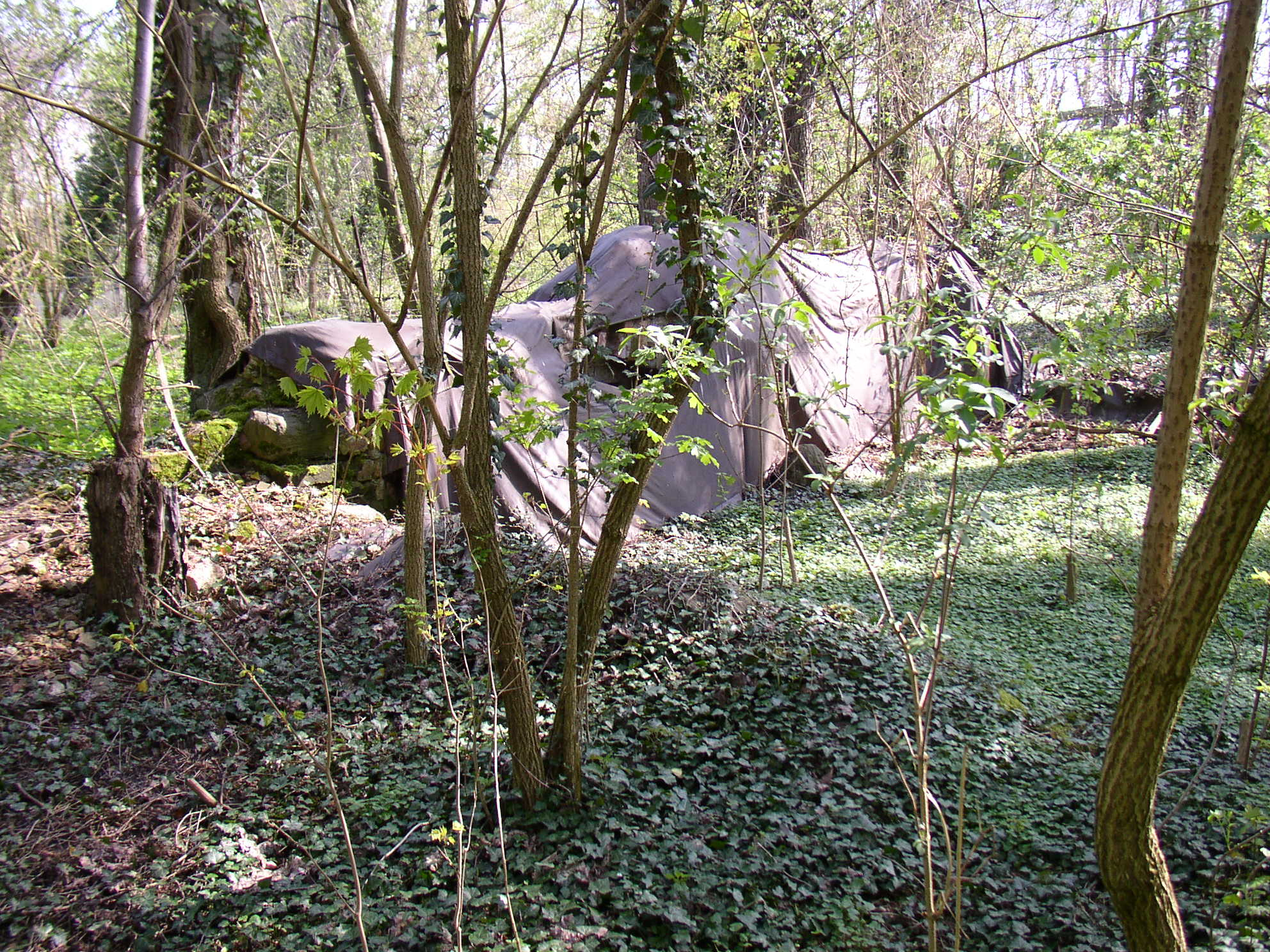
Mauerreste notdürftig abgedeckt
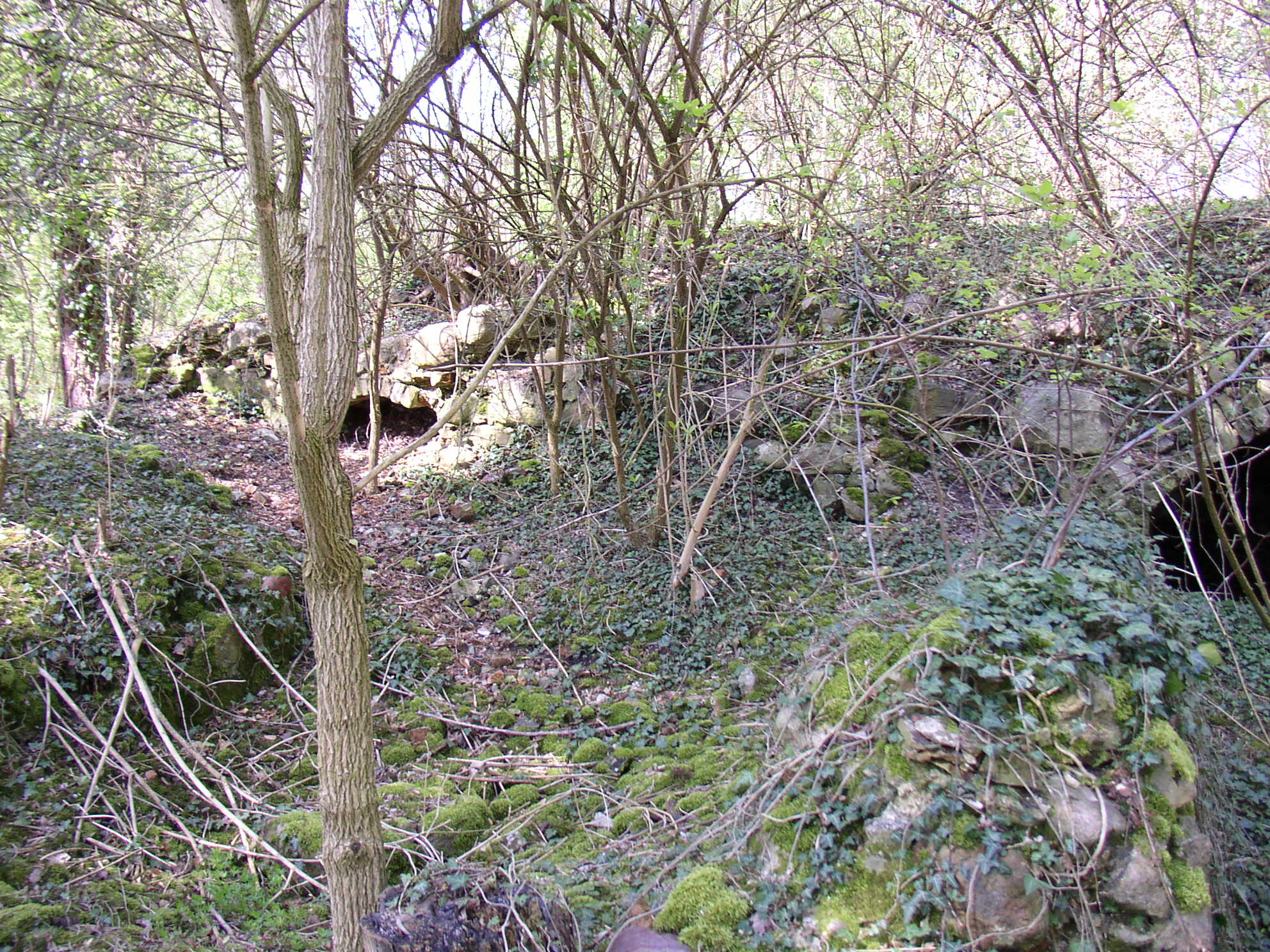
Mauerreste
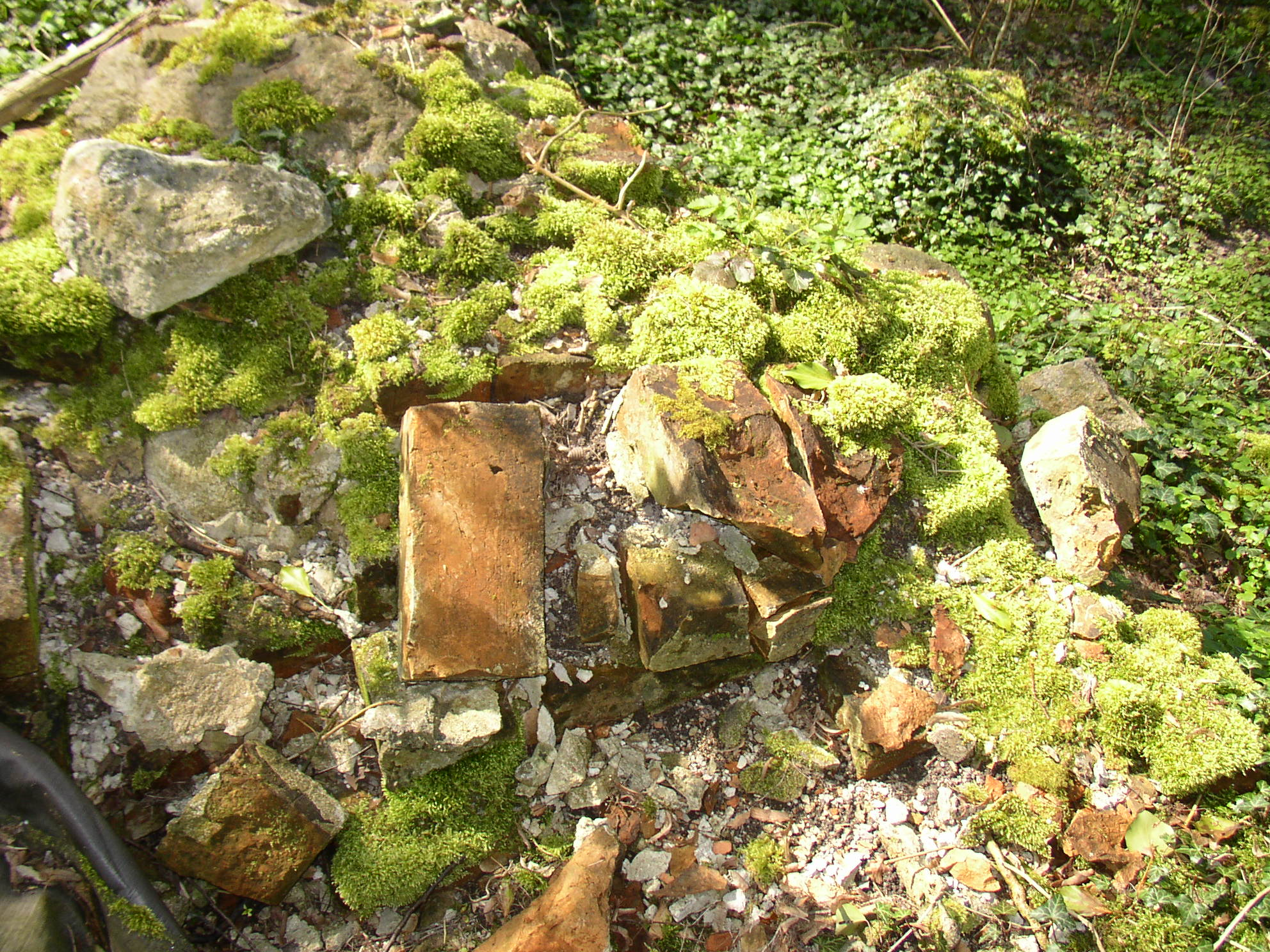
Mauerreste aus Ziegel- und Feldsteinen
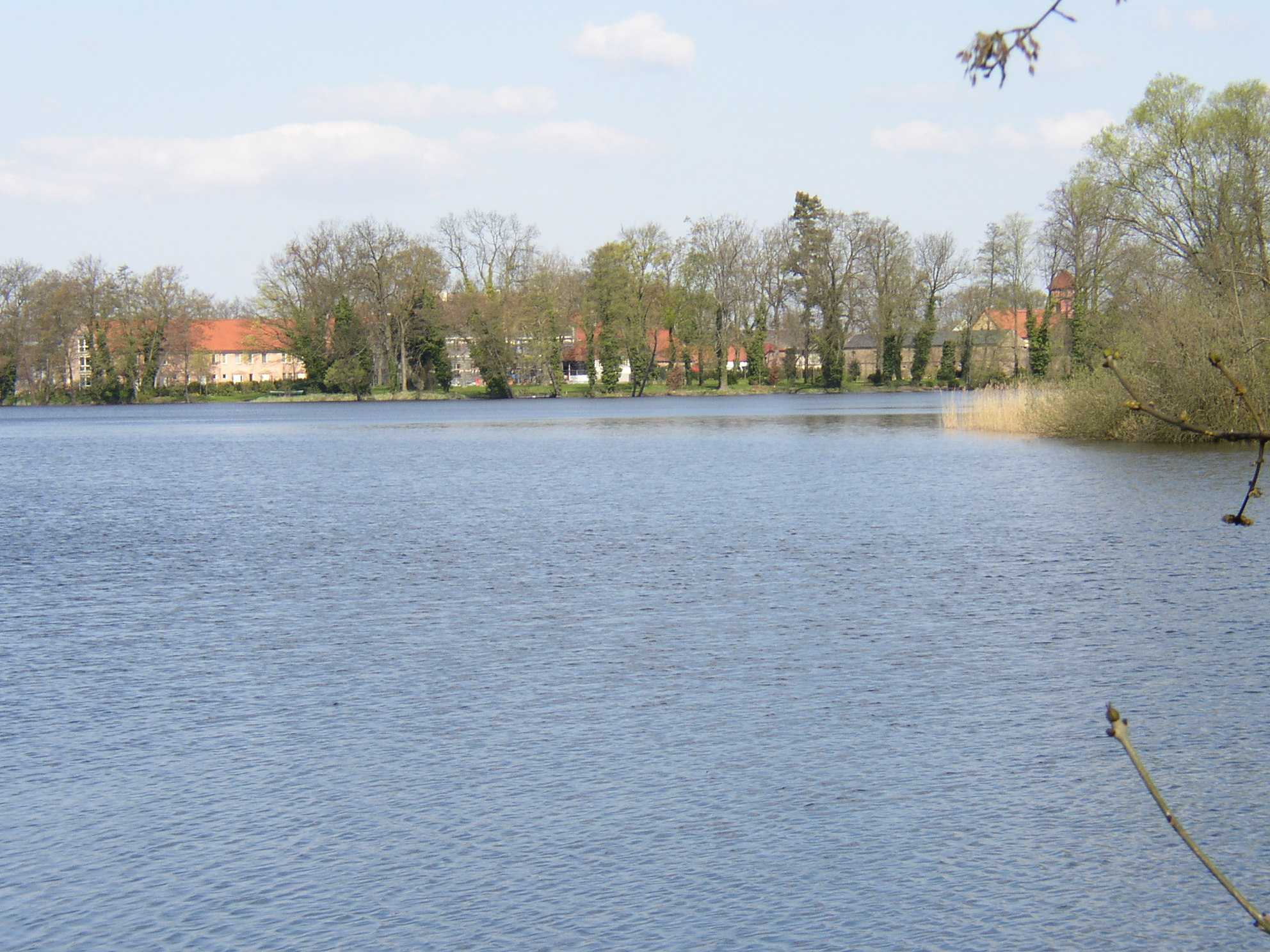
Blick von der Ruine in Richtung Dorf Kemnitz